# Boschoord
Boschoord is een buurtschap in de gemeente Westerveld in de Nederlandse provincie Drenthe. De buurtschap ligt bij de grens met de provincie Friesland tussen Boijl en Doldersum.
De buurtschap heeft een eigen postcode en sinds 2014 heeft het ook weer witte plaatsnaamborden gekregen. Het ontstaan van Boschoord hangt samen met de geschiedenis van de Maatschappij van Weldadigheid, die in 1818 werd opgericht door generaal Johannes van den Bosch. Het was een van de zeven koloniën van deze organisatie. Het werd in de eerste jaren Kolonie nr. 7 genoemd.
In Boschoord staat Hoeve Boschoord, een zorgcentrum voor mensen met een verstandelijke beperking die om diverse redenen zijn vastgelopen in de maatschappij. Hier worden zij intensief begeleid om een nieuwe start te kunnen maken.